# Pinangsari
Pinangsari is een bestuurslaag in het regentschap Subang van de provincie West-Java, Indonesië. Pinangsari telt 7893 inwoners (volkstelling 2010).